# Rätia-Höhle

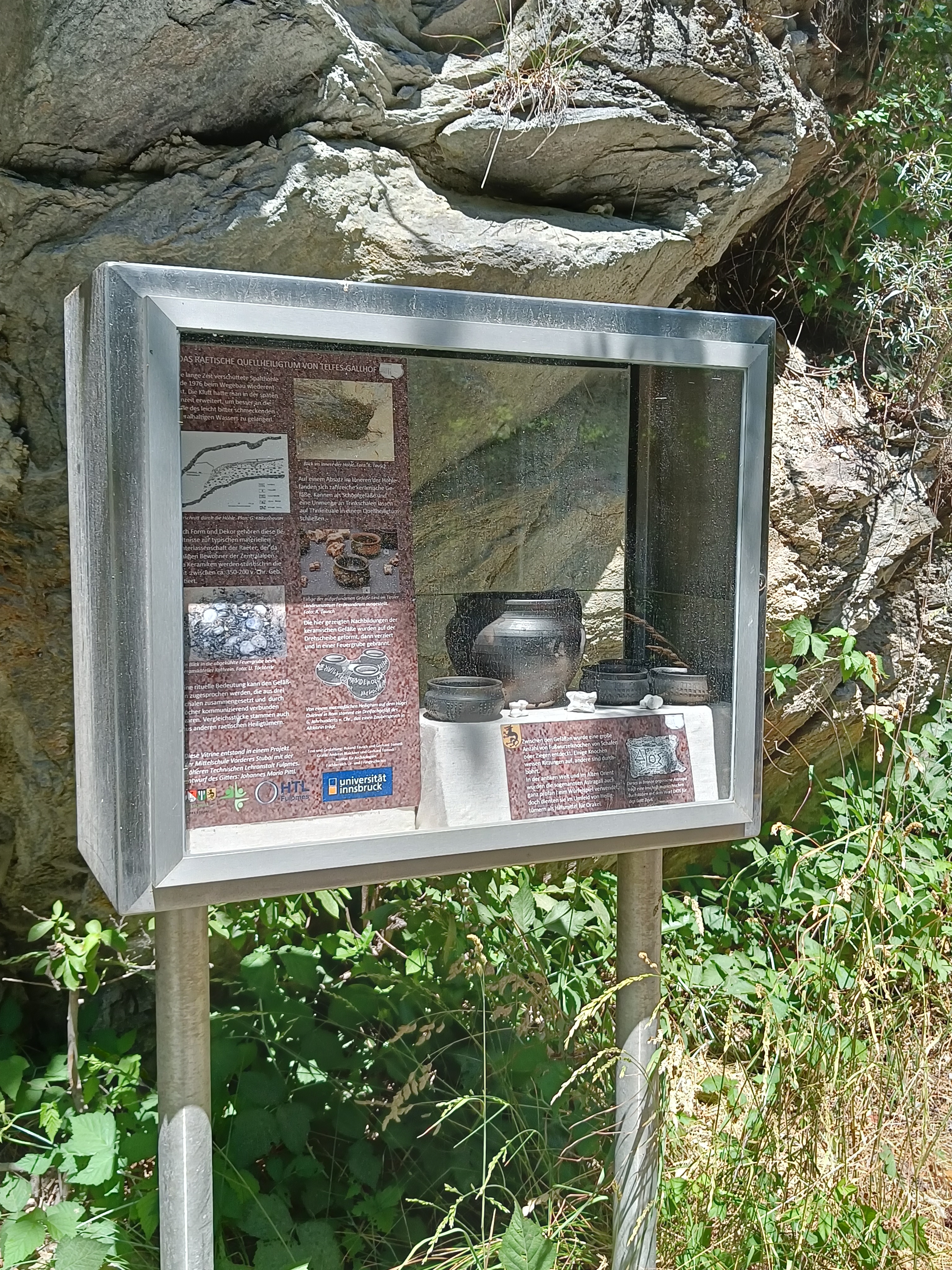
Schaukasten vor der Rätia-Höhle.

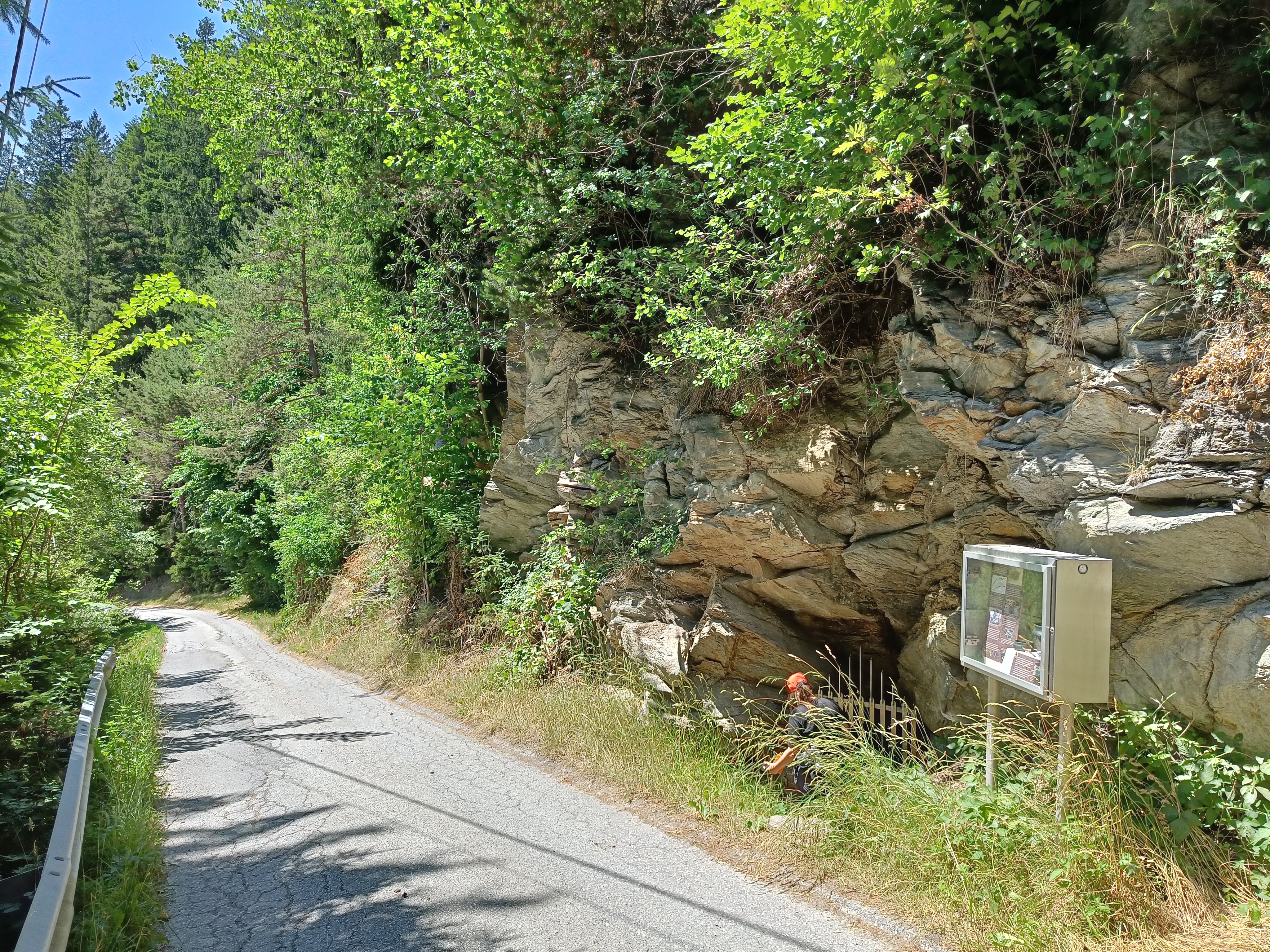
Blick ins Stubaital mit Höhleneingang.

Die Rätia-Höhle (auch Raetia-Höhle) ist eine Höhle nordöstlich der Ortschaft Telfes im vorderen Stubaital im Bezirk Innsbruck-Land in Tirol in Österreich.

## Beschreibung
Die ungefähr 8 × 2 × 1,5 m große Klufthöhle wurde wohl bereits in prähistorischer Zeit als Zisterne genutzt und firmiert auch unter der Bezeichnung "Zisterne von Telfes". Im Inneren sammelt sich Tropfwasser aus dem Gestein. Das mineralreiche, leicht säuerliche Wasser enthält sulfatische Lösungen und war vermutlich die Ursache für ein latènezeitliches Quellheiligtum.

## Funde

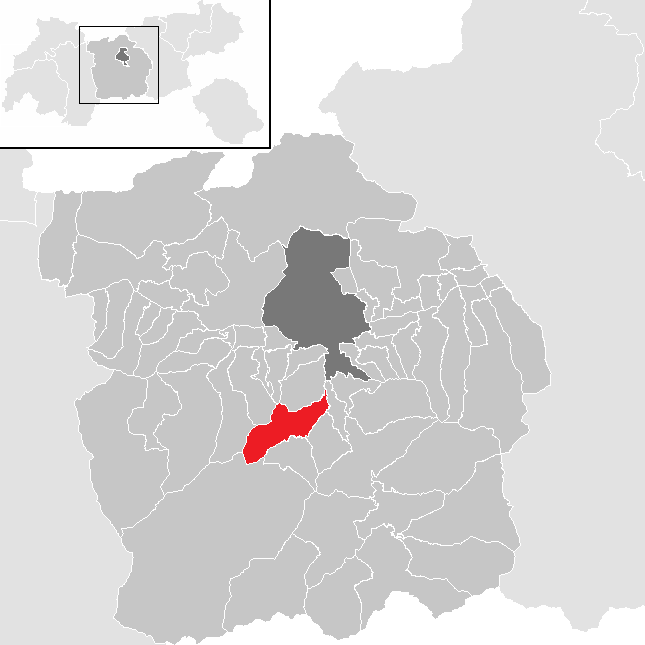
Lage der Gemeinde Telfes im Bezirk Innsbruck-Land, Tirol.

Die Höhle wurde im Jahr 1976 im Bereich Gallhof beim Wegebau freigelegt. Bei der Fundbergung des Tiroler Landesmuseums Ferdinandeum im März 1977 konnten 43 bearbeitete Astragali (Fußknochen) von Schafen oder Ziegen und über 200 meist gut erhaltene Gefäße der Fritzens-Sanzeno-Kultur geborgen werden. Die Fritzens-Sanzeno-Kultur ist eine alpine archäologische Kultur der Eisen- bzw. La-Tène-Zeit. Ihre Träger, die als Räter identifiziert werden, wurden während der Augusteischen Alpenfeldzüge vollkommen ausgelöscht oder nachhaltig romanisiert. Die Gefäße und Knochen weisen häufig einfache Zeichen, ähnlich den Buchstaben des so genannten rätischen oder nordetruskischen Alphabets auf.
Der Ausgräber Gerard Kaltenhauser vermutet, dass in dieser Höhle die Göttin Rehtia verehrt wurde, wobei nach dem Genuss des heilbringenden Wassers die Trinkschalen und Votivgaben geopfert wurden. Rehtia, von deren Namen die Bezeichnung Räter für die Bewohner der späteren römischen Provinz Rätien herleitbar sein soll, hatte ihr Hauptheiligtum in Este, in der Nähe des Flusses Etsch.
Die Funde sind im Tiroler Landesmuseum Ferdinandeum ausgestellt. Repliken einiger Gefäße und Knochen befinden sich in einem Schaukasten vor der Höhle.

## Lage
Die Rätia-Höhle (geogr. Lage) liegt im Tal der Ruetz nordöstlich der Kirchbrücke zwischen Wiesenhof (geogr. Lage) und Gallhof (geogr. Lage). Sie ist über eine Straße, während deren Bau die Höhle 1976 entdeckt wurde, erreichbar.